# Econometrica
Econometrica ist eine der führenden wirtschaftswissenschaftlichen Fachzeitschriften. Sie wird seit 1933 von der Econometric Society herausgegeben und erscheint zweimonatlich. Trotz ihres Namens werden in der Zeitschrift nicht ausschließlich ökonometrische Artikel veröffentlicht.

## Herausgeber
Die Herausgeber der Zeitschrift waren Ragnar Frisch (1933–68), Franklin M. Fisher (1968–77), Hugo F. Sonnenschein (1977–84), Angus Deaton (1984–88), Guy Laroque (1992–96), Drew Fudenberg (1996–2000), Glenn Ellison (2000–03), Eddie Dekel (2003–07), Stephen Morris (2007–11), Daron Acemoglu (2011–15), Joel Sobel (2015–19). 2019 wurde Guido Imbens ernannt. Er soll das Amt bis 2025 bekleiden.

## Rezeption
In der Zeitschriftenliste des Handelsblatt Ranking VWL (2008) wird Econometrica in die höchste Kategorie eingestuft und gehört zu den fünf führenden volkswirtschaftlichen Fachzeitschriften. Das Zeitschriften-Ranking der britischen Association of Business Schools (2010) stuft es in die beste Kategorie 4* ein. Eine weitere Studie der französischen Ökonomen Pierre-Phillippe Combes und Laurent Linnemer listet das Journal mit Rang 4 in die beste Kategorie AAA ein.
Der Impact Factor der Econometrica lag im Jahr 2012 bei 3,823. Laut der Statistik des Social Sciences Citation Index gehört die Zeitschrift mit diesem Impact Factor zu den fünf am häufigsten zitierten Journals im Bereich Wirtschaftswissenschaften. In der Kategorie Mathematische Methoden wurde Econometrica an 2. Stelle von 45 Zeitschriften geführt.